# Dove-Myer Robinson

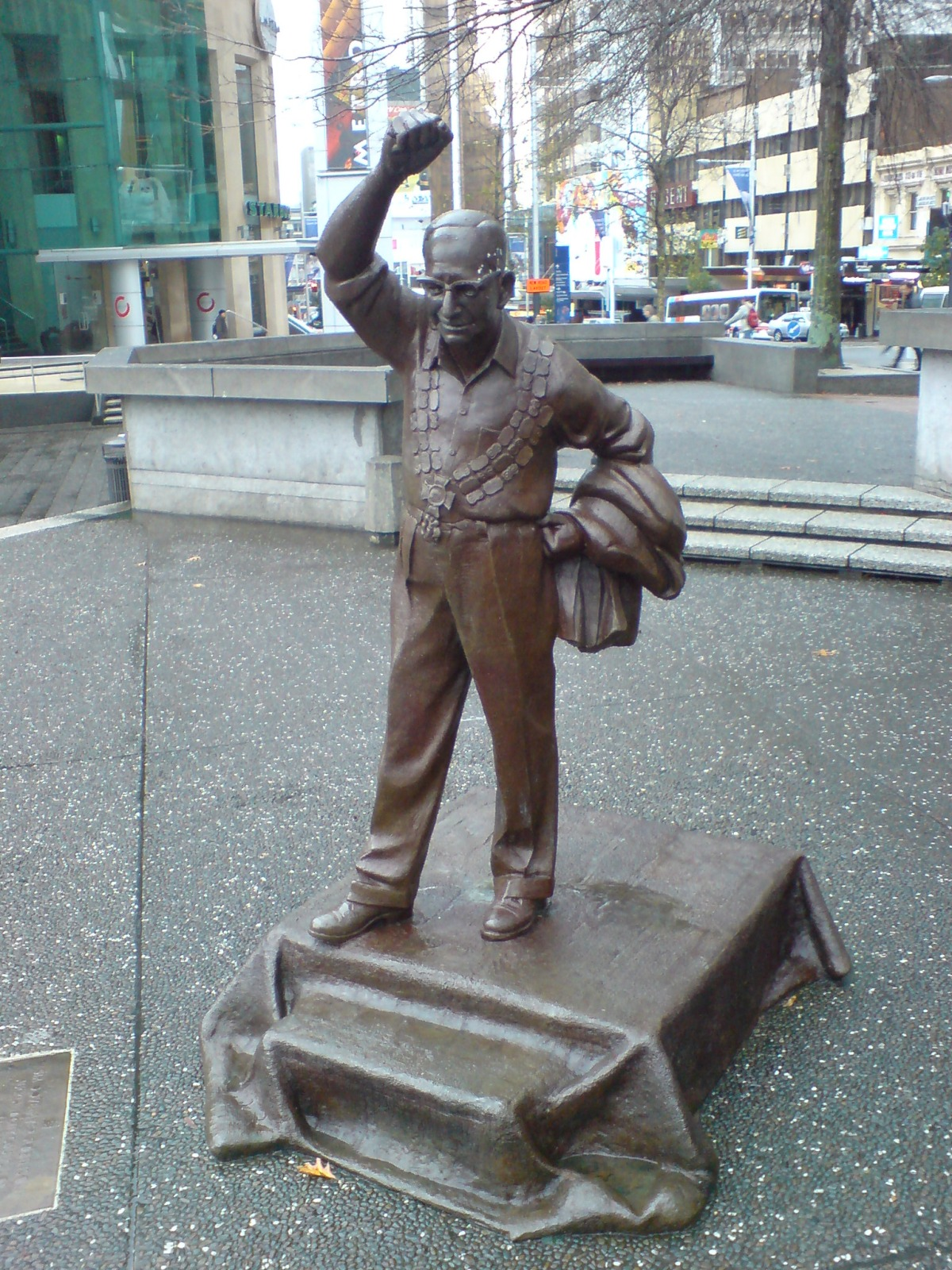
Statue Dove-Myer Robinson, Auckland

Sir Dove-Myer Robinson, geborener Mayer Dove Robinson (* 15. Juni 1901 in Sheffield, Yorkshire, England; † 14. August 1989 in Auckland, Neuseeland) war ein englisch-neuseeländischer Politiker, langjähriger Bürgermeister von Auckland, Unternehmer und Umweltaktivist.

## Leben
Dove-Myer Robinson wurde unter dem Namen Mayer Dove Robinson am 15. Juni 1901 als sechstes von acht Kindern der Eheleute Ida Brown und Moss Robinson in Sheffield im Süden von Yorkshire geboren. Sein Vater handelte mit billigem Schmuck und gebrauchten Möbeln. Die Familie war arm und wechselte häufig ihren Wohnsitz. Als Kind hatte sich Mayer Dove häufig mit antisemitischen Anfeindungen auseinanderzusetzen und lernte dadurch das Kämpfen.
Als er 13 Jahre alt war, emigrierte seine Familie nach Neuseeland und lebte in Auckland, wo sein Vater als Pfandleiher arbeitete.
Mayer Dove besuchte in Auckland eine Schule in Devonport, verließ sie aber mit 14, um als Messenger Boy
(Junge der Nachrichten überbringt) zu arbeiten.
Später verdiente er sich als reisender Händler, nannte sich fortan Dove-Myer Robinson, legte seinen jüdischen Glauben ab und wurde Atheist.
Am 12. September 1924 heiratete er in Gore seine Frau Adelaide Elizabeth Matthews, Tochter eines Hoteliers. Die Familie ging zurück nach Auckland. Aus der Ehe gingen zwei Töchter hervor. 1932 ließ er sich von seiner Frau scheiden und heiratete am 7. Dezember 1937 die 17 Jahre alte Veda Alice Davis in Auckland. Nach nur einem Monat trennten sich beide und nachdem Robinson Bettine Williams kennen gelernt hatte, ließ er sich 1940 von seiner Frau scheiden. Am 15. März 1941 heiratete er Bettine Williams, seine dritte Frau. Aus dieser Ehe gingen zwei Töchter und ein Sohn hervor. Auch diese Ehe war nicht von Dauer, er beendete sie 1959. Noch im selben Jahr, am 15. Juni, heiratete er in Auckland seine vierte Frau, Thelma Ruth Thompson, eine Führungskraft seines Unternehmens. Aus der Ehe ging eine Tochter hervor. 1969 fand auch diese Ehe ein Ende, nachdem Robinson für eine dritte Legislaturperiode als Bürgermeister von Auckland kandidieren wollte, wogegen seine Frau sich stellte.

## Berufliche Karriere
Als Robinson zurück nach Auckland ging, übernahm er das Geschäft seines Vaters und begann Motorräder zu verkaufen.
1930 gründete er die Firma Robinson’s Motor Cycle and Bicycle Depot, später in Robinson Motorcycles Limited umfirmiert.
Während dieser Zeit fuhr er Seitenwagen-Rennen und errang Meisterschaften. Nachdem die Geschäfte sich verschlechterten, gründete er 1942 eine Firma zur Herstellung von Kinderkleidung, die Childswear Limited. 1959 verkaufte er die Firma an die Ross and Glendining Ltd. und widmete sich nun voll der Politik.

## Politische Karriere
Dove-Myer Robinsons politisches Engagement begann bereits Mitte der 1940er, als 1946 das Auckland Metropolitan Drainage Board (für die Abwasserentsorgung zuständig) Browns Island, eine Insel vor dem Zugang zum Waitematā Harbour, kaufte und plante, dort eine Kläranlage zu bauen. Die Befürchtung in der Bevölkerung war, dass die Abwässer den Waitematā Harbour verunreinigen könnten. Robinson führte die Kampagne erfolgreich gegen das Vorhaben an und gewann mit dem Rückenwind seines politischen Engagement 1952 einen Sitz im Auckland City Council. Nachfolgend formte Robinson eine politische Kraft, die sich United Independents nannte und übernahm 1954 damit die politische Kontrolle über das Auckland Metropolitan Drainage Board. Er entwickelte für die Metropole Auckland ein eigenes Abwasserkonzept über das damals noch neue Verfahren der Oxidation in Kläranlagen und revolutioniert damit die Abwasserbeseitigung der Millionenstadt Auckland.
1959 trat Robinson zur Wahl des Bürgermeisters der Stadt Auckland an und gewann mit einem populistisch geprägten Wahlkampf gegen den Amtsinhaber der Auckland Citizens’ and Ratepayers’ Association. Von nun an war Dove-Myer Robinson als Robbie in Auckland bekannt und politisch aktiv. 1965 verlor er nicht nur die Wiederwahl zur dritten Amtszeit, sondern auch seine damalige Frau, die seine Kandidatur nicht mehr unterstützte. 1968 holte sich Robinson das Amt des Bürgermeisters zurück und gewann alle Wiederwahlen bis zu seiner zweiten Niederlage 1980. Auch die Wahl 1983 konnte er nicht mehr für sich entscheiden.
Dove-Myer Robinson verstarb am 14. August 1989 in Auckland. 2003 wurde ihm zu Ehren eine Bronze-Statue des neuseeländischen Bildhauers Toby Twiss auf dem Aotea Square in Auckland aufgestellt.

## Politische Ämter
- 1952–1954 – Mitglied des Auckland Education Board und Auckland University Council
- 1952–1959 – Mitglied des Auckland City Council
- 1953–1955 – Vorsitzender des Auckland Metropolitan Drainage Board
- 1959–1965 – Bürgermeister von Auckland (zwei Amtsperioden)
- 1959–1961 – Vorsitzender des Auckland International Airport Committee
- 1959–1965 – Vorsitzender des Auckland Metropolitan Road Safety Committee
- 1959–1965 – Vorsitzender des Auckland Metropolitan Council
- 1960–1963 – Vorsitzender des Auckland Regional Authority Establishment Committee
- 1963–1965 – Vorsitzender des Auckland Regional Authority
- 1968–1980 – Bürgermeister von Auckland (vier Amtsperioden)
- 1968–1980 – Vorsitzender des Auckland Metropolitan Council[2]

## Persönlicher Adelsstand
1970 wurde Robinson zum Knight Bachelor geschlagen und führte fortan den Namenszusatz „Sir“.